# Rostpannad vireo
Rostpannad vireo (Tunchiornis ferrugineifrons) är en fågelart i familjen vireor inom ordningen tättingar.

## Utbredning och systematik
Rostpannad vireo delas in i två underarter med följande utbredning:
- Tunchiornis ferrugineifrons ferrugineifrons – förekommer från sydöstra Colombia österut till södra Venezuela, västligaste Guyana och nordvästra Brasilien (väster om Rio Negro) samt söderut till nordöstra Peru och västra Amazonområdet i Brasilien söder om Amazonfloden österut till Madeiraflodens västra bank
- Tunchiornis ferrugineifrons viridior – förekommer från östra Peru (söder om Marañón- och Amazonfloden) till northern Bolivia

Den kategoriserades tidigare som del av Tunchiornis ochraceiceps. 

## Status
IUCN erkänner den ännu inte som art, varför dess hotstatus inte bedömts.